# Kaniczki
Kaniczki est une localité polonaise de la gmina rurale de Sadlinki située dans le powiat de Kwidzyn en voïvodie de Poméranie. Elle se trouve à environ 9 km au sud-ouest de Kwidzyn et 80 km au sud de la capitale régionale Gdańsk.

## Géographie

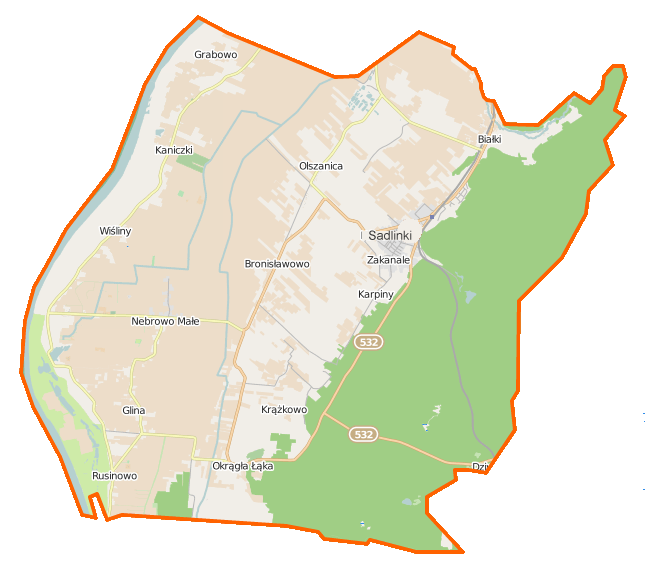
Carte de la gmina de Sadlinki.